# Монтеса – Майорка
Монтеса – Майорка – трубопровід, за допомогою якого організували подачу природного газу на Балеарські острови.
Трубопровід, який ввели в дію у 2008 – 2009 роках, отримує ресурс з газопроводу Картахена – Валенсія та складається із трьох ділянок:
- наземної завдовжки 65 кілометрів та діаметром 600 мм від Монтеса на трасі Картагена – Валенсія до прибережного міста Денія;
- офшорної завдовжки 124 кілометра та діаметром 500 мм від Денія до острова Івіса, максимальна глибина тут досягає 997 метрів;
- офшорної завдовжки 146 кілометрів та діаметром 500 мм від Івіси до острова Майорка, де максимальна глибина становить 718 метрів.
Наезмна ділянка розрахована на робочий тиск у 8 МПа, тоді як для офшорної частини цей показник може досягати 22 МПа.
Будівництво підводних ділянок виконало трубоукладальне судно «Castoro Sei». Траншеї через прибережні зони в районі Денії та на Майорці спорудив ківшевий земснаряд «Nordic Giant», а їх засипку виконав землесосний снаряд «Barent Zahen». На Івісі місце входу/виходу газопроводу знаходиься на скелястому узбережжі, тому для подолання різниці висот тут спорудили два невеликі тунелі завдовжки по 150 метрів.
На Майорці доправлене блакитне паливо споживають ТЕС Кас-Тресорер та ТЕС Сон-Реус.